# Changement de nom de communes en France dans les années 1860
Pour des articles plus généraux, voir Changement de nom de communes en France et Changement de nom de communes en France au XIXe siècle.
Cet article présente une liste des changements de nom de communes en France dans les années 1860.

## 1860
| Code INSEE | Ancienne dénomination   | Département | Nouvelle dénomination        | Date                      |
| ---------- | ----------------------- | ----------- | ---------------------------- | ------------------------- |
| 02664      | Rozoy-Gâtebled          | Aisne       | Rozoy-Bellevalle             | Décret du 18 février 1860 |
| 07240      | Saint-Marcel-de-Crussol | Ardèche     | Saint-Georges-les-Bains      | Décret du 18 février 1860 |
| 43183      | Villeneuve              | Haute-Loire | Sainte-Eugénie-de-Villeneuve | Décret du 18 février 1860 |
| 60411      | Marquemont              | Oise        | Monneville                   | Décret du 7 mars 1860     |

## 1861
| Code INSEE | Ancienne dénomination | Département                          | Nouvelle dénomination | Date                   |
| ---------- | --------------------- | ------------------------------------ | --------------------- | ---------------------- |
| 91249      | Forges                | Seine-et-Oise (actuellement Essonne) | Forges-les-Bains      | Décret du 4 mai 1861   |
| 16408      | Lavalette             | Charente                             | Villebois-Lavalette   | Décret du 16 août 1861 |

## 1862
| Code INSEE | Ancienne dénomination   | Département | Nouvelle dénomination   | Date                      |
| ---------- | ----------------------- | ----------- | ----------------------- | ------------------------- |
| 24328      | Pluviers                | Dordogne    | Piégut-Pluviers         | Décret du 4 janvier 1862  |
| 57458      | Mercy-le-Haut           | Moselle     | Mercy-lès-Metz          | Décret du 15 janvier 1862 |
| 63411      | Sauvagnat               | Puy-de-Dôme | Sauvagnat-Sainte-Marthe | Décret du 15 janvier 1862 |
| 21010      | Aloxe                   | Côte-d'Or   | Aloxe-Corton            | Décret du 22 mars 1862    |
| 27171      | Martainville-du-Cormier | Eure        | Le Cormier              | Décret du 29 mars 1862    |

## 1863
| Code INSEE | Ancienne dénomination   | Département                          | Nouvelle dénomination       | Date                       |
| ---------- | ----------------------- | ------------------------------------ | --------------------------- | -------------------------- |
| 54080      | Bickenholtz             | Meurthe                              | Sainte-Marie-de-Bickenholtz | Décret du 30 novembre 1863 |
| 46322      | Rassiels                | Lot                                  | Trespoux-et-Rassiels        | Décret du 6 décembre 1863  |
| 60263      | Le Frétoy               | Oise                                 | Frétoy-le-Château           | Décret du 6 décembre 1863  |
| 53249      | Saint-Pierre-de-la-Cour | Mayenne                              | Saint-Pierre-sur-Orthe      | Décret du 14 décembre 1863 |
| 91093      | Les Troux               | Seine-et-Oise (actuellement Essonne) | Boullay-les-Troux           | Décret du 14 décembre 1863 |

## 1865
| Code INSEE | Ancienne dénomination   | Département     | Nouvelle dénomination | Date                       |
| ---------- | ----------------------- | --------------- | --------------------- | -------------------------- |
| 59459      | Petite-Forêt-de-Raismes | Nord            | Petite-Forêt          | Décret du 17 novembre 1865 |
| 35005      | Arbressec               | Ille-et-Vilaine | Arbrissel             | 1865                       |
| 80650      | Querrieux               | Somme           | Querrieu              | 1865                       |

## 1866
| Code INSEE | Ancienne dénomination | Département     | Nouvelle dénomination | Date                       |
| ---------- | --------------------- | --------------- | --------------------- | -------------------------- |
| 21714      | Vosne                 | Côte-d'Or       | Vosne-Romanée         | Décret du 11 avril 1866    |
| 15161      | Fournols              | Cantal          | Rézentières           | Décret du 19 mai 1866      |
| 74070      | Chens-Cusy            | Haute-Savoie    | Chens                 | Décret du 28 novembre 1866 |
| 64522      | Sévignacq             | Basses-Pyrénées | Sévignacq-Meyracq     | Décret du 13 décembre 1866 |

## 1867
| Code INSEE | Ancienne dénomination        | Département  | Nouvelle dénomination      | Date                       |
| ---------- | ---------------------------- | ------------ | -------------------------- | -------------------------- |
| 69267      | Villié                       | Rhône        | Villié-Morgon              | Décret du 24 avril 1867    |
| 88050      | Belmont                      | Vosges       | Belmont-sur-Buttant        | Décret du 22 mai 1867      |
| 88214      | Grandrupt                    | Vosges       | Grandrupt-de-Bains         | Décret du 22 mai 1867      |
| 88274      | Longchamp                    | Vosges       | Longchamp-sous-Châtenois   | Décret du 22 mai 1867      |
| 88301      | Ménil                        | Vosges       | Ménil-Rambervillers        | Décret du 22 mai 1867      |
| 88360      | Provenchères                 | Vosges       | Provenchères-lès-Darney    | Décret du 22 mai 1867      |
| 88425      | Saint-Maurice                | Vosges       | Saint-Maurice-sur-Mortagne | Décret du 22 mai 1867      |
| 88426      | Saint-Maurice                | Vosges       | Saint-Maurice-sur-Moselle  | Décret du 22 mai 1867      |
| 88447      | Saulxures                    | Vosges       | Saulxures-sur-Moselotte    | Décret du 22 mai 1867      |
| 16089      | Saint-Martin-Château-Bernard | Charente     | Château-Bernard            | Loi du 20 juillet 1867     |
| 74236      | Saint-Gervais                | Haute-Savoie | Saint-Gervais-les-Bains    | Décret du 7 août 1867      |
| 01130      | Cras                         | Ain          | Cras-sur-Reyssouze         | Décret du 25 octobre 1867  |
| 89349      | Saint-Léger-de-Fourcheret    | Yonne        | Saint-Léger-Vauban         | Décret du 7 décembre 1867  |
| 83100      | Puget-après-Cuers            | Var          | Puget-Ville                | Décret du 21 décembre 1867 |
| 46015      | La Chapelle-Banhac           | Lot          | Bagnac                     | Décret du 28 décembre 1867 |